# Juniperus chinensis
Juniperus chinensis (яловець китайський) — вид хвойних рослин родини кипарисових.

## Поширення, екологія
Країни проживання: Китай (Аньхой, Пекін, Чунцін, провінція Фуцзянь, Ганьсу, Гуандун, Гуансі, Гуйчжоу, Хебей, Хейлунцзян, Хенань, Хубей, Хунань, Цзянсу, Цзянсі, Цзілінь, Ляонін, Внутрішня Монголія, Нінся, Шеньсі, Шаньдун, Шаньсі, Сичуань, Тяньцзінь, Юньнань, Чжецзян); Гонконг; Японія (Хоккайдо, Хонсю, Кюсю, Сікоку); Корея, КНДР; М'янма; Російська Федерація (Камчатка, Курильські острови, Примор'є, Сахалін); Тайвань. У кількох локаціях утворює гаї високих дерев або змішується з соснами і листяними покритонасінними. Поширений у вторинній рослинності, на відкритих, кам'янистих схилах. Висотний діапазон (100)1400—2400(2700) метрів над рівнем моря.

## Морфологія
Дводомний (рідко однодомний) вічнозелений повзучий чагарник, кущ або дерево до 25 метрів заввишки, 60 см у діаметрі. Кора від сіро-коричневого до червоно-коричневого кольору, поздовжньо потріскана. Гілки висхідні. Обидва види листків голчасті й лускаті, можуть бути присутніми, голчасті переважають на неповнолітніх рослинах і нижніх гілках старих рослин. Голчасті листки розміщені по 2 або 3, вільно розташовані, майже ланцетні, (3)6–12 мм довжиною, шириною 0,8–1,5 мм, стиснені, вершина загострена і м'яка або колюча, з 2 білих жилковими смугами на верхній поверхні, від світло до темно-зеленого кольору, злегка ребристі на нижній поверхні. Лускоподібні лиски ростуть по 2, тісно притиснуті, ромбоподібно-яйцеподібні, тупі, близько 1,5 мм, ширина 1 мм, темно-зелені. Квітки поодинокі, верхівкові на лускоподібних листкових пагонах попереднього року, з'являються в лютому-квітні. Пилкові шишки жовті, довгасто-еліптичні, 4–6 мм завдовжки і завширшки 2–3 мм, з 14–18 мікроспорофілами. Насіннєві шишки на коротких черешках, кулясті, від пурпурно-чорного до фіолетового-коричневого кольору, діаметром 4–10 мм, з (1)3(4) насінинами. Насіння яйцеподібне, тупе, трикутне в поперечному перерізі, коричневе, 3–6 мм завдовжки і 2–5 мм завширшки, зі смоляними ямами.

## Використання

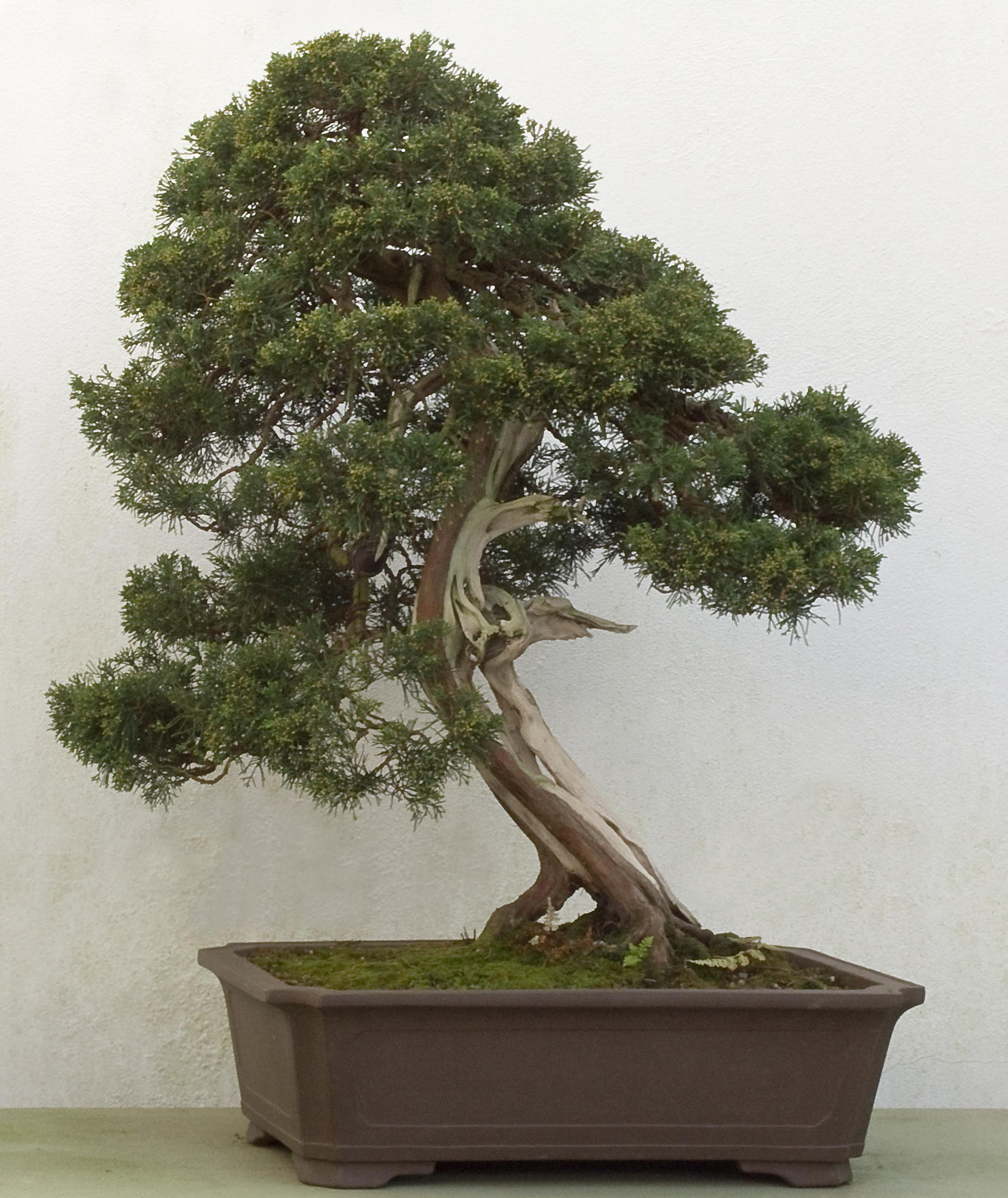
250-річний бонсай в Бірмінгемському ботанічному саду

Є одним з двох найбільш часто посаджених дерев в традиційних китайських садах, таких як навколо храмів і на великій території Забороненого міста в Пекіні. Деревина високо цінується для виготовлення меблів та столярних виробів, бо тверда і міцна. В садівництві, J. chinensis був джерелом багатьох сортів. Цей вид також має велике значення для бонсай культури.

## Загрози та охорона
Ніяких конкретних загроз не було визначено для цього виду. Цей вид зростає в кількох ПОТ.